# 草嶺潭
草嶺潭，為現今臺灣雲林縣古坑鄉草嶺地區歷史上多次出現過的天然堰塞湖。最新一次為2025年7月丹娜絲颱風豪雨後第五次形成，但僅三天便消失。

## 地理條件
雲林縣草嶺地區位於極不穩定的地層，歷史上曾經多次因為重大山崩而攔截濁水溪支流清水溪，以及其支流竹篙水溪溪水形成堰塞湖，但先後均因天然壩體的潰決而消失。

## 形成

### 第一次堰塞湖
1862年6月7日晚間9點至11點之間(同治元年五月十一日亥時)，嘉南地區發生1862年台南地震，首次有文獻紀錄草嶺潭堰塞湖形成。1898年決堤。

### 第二次堰塞湖
1941年12月17日上午3時19分發生1941年中埔地震，草嶺潭第二次形成。
1942年3月14日開始溢流，但未潰決，1942年8月10日因連日豪雨，西南面崩落之岩屑將原有之天然壩堆高至170公尺，同年10月23日容量達1.2億立方公尺，成為聞名的草嶺潭。
1951年5月18日決堤。

### 第三次堰塞湖
豪雨造成。

### 第四次堰塞湖
1999年9月21日凌晨時分的集集大地震，草嶺再度發生大規模山崩，造成29人罹難，同時將約1億2500萬立方公尺的土石堆積於清水溪谷中，形成長約5公里，高約50公尺的天然土壩，草嶺也再次因山崩土石阻塞清水溪河道而形成新草嶺潭。新草嶺潭形成之後數日，臺灣省政府水利處航測蓄水量可達1至2億立方米，相當於石門水庫的蓄水量，一度成為臺灣最大的天然湖泊。而1999年11月測量結果顯示，當時新草嶺潭的水位高約為海拔540公尺，所形成的迴水向上游延伸約5公里，滿水位時最深水位58公尺（原湖底新測海拔約500公尺），累積蓄水量約4600萬立方公尺。
2001年新草嶺潭先後遭遇桃芝颱風及納莉颱風侵襲，使得上游地區大量山崩土石快速堆積於湖中，造成嚴重淤積，湖面快速縮小，之後仍繼續不斷的淤積，使湖面日益縮小。2004年7月2日至4日的七二水災，造成新草嶺潭被淤沙完全填滿，出水口的堤壩遭沖毀，新草嶺潭堰塞湖至此消失，結束近5年的壽命。

### 第五次堰塞湖
2025年7月因丹娜絲颱風連日豪雨造成土石崩塌阻斷清水溪流，大約在同月7日時再次形成堰塞湖，同月9日水利署第四河川分署和古坑鄉公所人員上山勘查，認為屬立即危險等級，向附近鄉鎮發在潰決警示。本次堰塞湖壩體高60公尺、長320公尺，壩體體積約215萬立方公尺，蓄水面積約62公頃，2025年7月9日蓄水量約2245萬立方公尺。壩體於2025年7月9日晚間溢流後，堰塞湖水位下降23公尺，蓄水量降至420萬立方公尺，且已恢復通洪能力。

## 外部連結
- 草嶺地質公園資訊網